# Відносини Іран — Європейський Союз
Відносини Європейського Союзу та Ірану — це двосторонні відносини між Ісламською Республікою Іран і Європейським Союзом (ЄС). ЄС є найбільшим торговельним партнером Ірану разом з Китаєм та Об’єднаними Арабськими Еміратами. Торгівля з Іраном підпорядковується загальному режиму імпорту ЄС, і ЄС підтримує мету вступу Ірану до Світової організації торгівлі (СОТ). ЄС звинувачував і критикував Іран за порушення прав людини, що призвело до дипломатичної напруженості, але обидві сторони прагнуть покращити та нормалізувати відносини.
Станом на 2019 рік торговельні відносини Іран-ЄС зіпсовані через санкції, відновлені проти Ірану Сполученими Штатами після одностороннього виходу США з багатонаціональної угоди про Спільний всеосяжний план дій. Однак ЄС створив спеціальний інструмент підтримки торгових обмінів, щоб уможливити торгівлю між ЄС та Іраном в обхід санкцій США. Насправді вважалося, що ЄС "закликає китайські та російські колеги робити більше для підтримки двосторонніх економічних зв'язків з Іраном".

## Історія

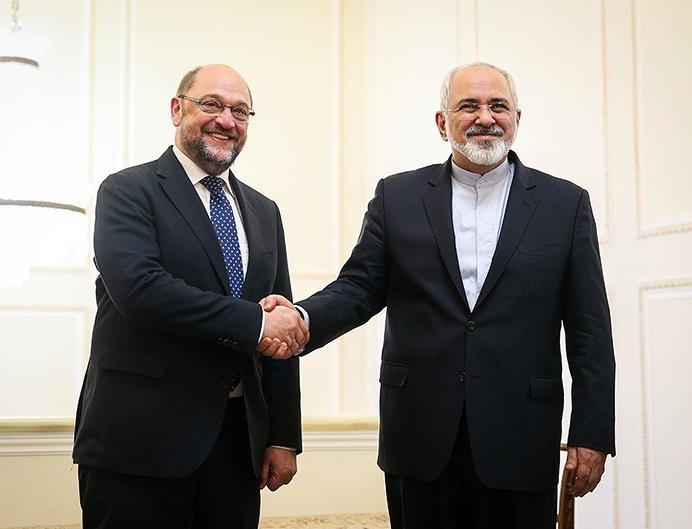
Зустріч президента Європейського парламенту Мартіна Шульца з Джавадом Заріфом у Тегерані (жовтень 2015 р.)

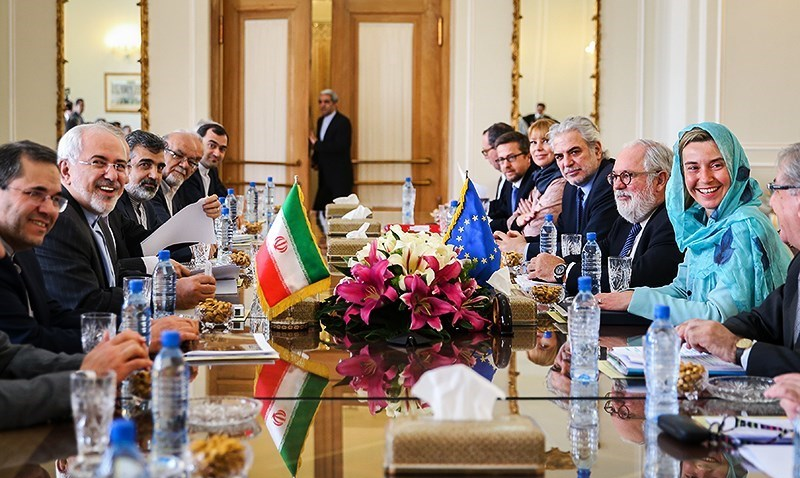
Мохаммад Джавад Заріф і Федеріка Могеріні ведуть переговори в Тегерані (квітень 2016 р.)

У грудні 2013 року вісім представників Європейського парламенту перебували з офіційним візитом до Тегерана з метою покращення відносин між Іраном та Європейським Союзом. Делегацію з відносин з Іраном очолювала фінська політична діячка Тар'я Кронберґ. Було проведено ряд різноманітних переговорів і зустрічей, спочатку з Фатме Рахбар, консервативним членом і головою фракції жінок в іранському парламенті, а потім з адвокатом з прав людини Насрін Сотуде і кінопродюсером Дшафаром Панахі, обома лауреатами премії Сахарова в 2012 році. Однак переговори критикували німецькі політичні діячі, зокрема Маркус Льонінг, уповноважений з політики прав людини та гуманітарної допомоги німецького міністерства закордонних справ, у зв’язку з триваючими порушеннями прав людини з боку іранського уряду та триваючими стратами обвинувачених злочинців. Останні зустрічі відбулися шість років тому, і декілька попередніх спроб не змогли відновити такі переговори з іранськими чиновниками та представниками іранської культури. Серйозну критику висловив і Американський єврейський комітет.

### Іранська ядерна програма

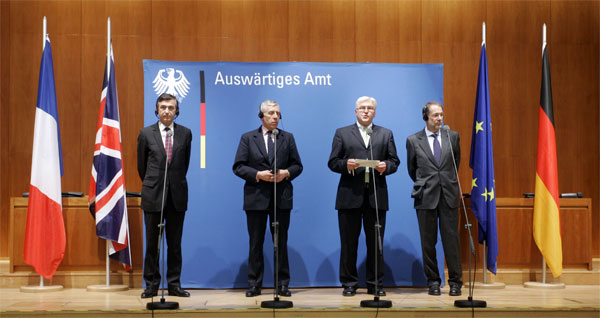
Міністри закордонних справ кожного з трьох ЄС і колишній Верховний представник Хав'єр Солана в 2006 році.

ЄС підтримує Договір про нерозповсюдження ядерної зброї, який набув чинності 5 березня 1970 року. Іран ратифікував цей договір, запевнивши міжнародне співтовариство, що буде використовувати ядерну енергію в мирних цілях.
У 2003 році Міжнародне агентство з атомної енергії (МАГАТЕ) виявило, що Іран проводить секретну діяльність з ядерними матеріалами. Відмова Ірану активно співпрацювати з МАГАТЕ та його опір звітувати Раді Безпеки ООН (РББ ООН) призвели до дипломатичних зусиль Європейської ради та трьох її членів Франції, Німеччини та Сполученого Королівства вирішити це питання шляхом переговорів. У 2004 році до них приєднався Верховний представник ЄС, що запропонував підтримку з боку всіх членів ЄС. Згодом, у 2005 та 2006 роках, іранській владі знову були представлені широкі пропозиції щодо сприяння мирному використанню ядерної енергії. Навіть за підтримки цих пропозицій Китаю, Росії та Сполучених Штатів Іран не міг переконати виконати прохання МАГАТЕ. У результаті Рада Безпеки ООН ухвалила чотири резолюції (№ 1696, 1737, 1747 і 1803): вони вимагали призупинити всі види збагачення урану-235 і важкої води, а також обмежити придбання ядерних і балістичних матеріалів Іран. У 2008 році ЄС повторив цю політику.
Постійна відмова влади Ірану зробити чіткі заяви та дозволити достатню кількість інспекцій своїх ядерних об’єктів переконала ЄС запровадити додаткові санкції щодо цивільних товарів і послуг, таких як фінансова діяльність та технології в енергетичному секторі. У 2012 році ЄС запровадив нафтове ембарго та обмежувальні фінансові бойкоти, а також санкції ООН проти Ірану. Лише 8 грудня 2013 року влада Ірану на основі історичної угоди, досягнутої в Женеві 24 листопада 2013 року з так званою групою P5+1 (Велика Британія, Китай, Франція, Росія, США та Німеччина) дозволив ядерним інспекторам ООН відвідати об'єкт з важкої води після оголошення про припинення збагачення плутонію. Угода призупиняє збагачення урану Іраном щонайменше на вісім місяців і відкриває шлях до прямих переговорів між США та Ісламською Республікою. Крім того, Іран зобов’язаний розбавити наявні запаси збагаченого урану до концентрації 20%. Хоча економічні бойкоти та матеріальні обмеження все ще діють, ЄС, ймовірно, буде впроваджувати крок за кроком зменшення цих ембарго.
У 2015 році Іран досяг угоди про Спільний комплекс дій щодо іранської ядерної програми у Відні 14 липня 2015 року з P5+1 (п’ять постійних членів Ради Безпеки ООН — Китай, Франція, Росія, Велика Британія, США — плюс Німеччина) та Європейський Союз. Це дозволило Ірану нормалізувати свої торговельні відносини з ЄС. У 2019 році Сполучені Штати в односторонньому порядку відмовилися від дотримання угоди та в односторонньому порядку відновили санкції проти Ірану, що тодішній посол Великої Британії в США Кім Даррок назвав «дипломатичним вандалізмом». ЄС створив Інструмент підтримки торгівельних бірж, щоб обійти відновлені санкції США.
13 травня 2022 року Європейський Союз заявив, що, на його думку, дав нове життя переговорам, які зупинилися, щоб відродити ядерну угоду з Іраном 2015 року.

## Торгівля
У 2008 році іранський експорт до ЄС становив 11,3 млрд євро, а імпорт з ЄС – 14,1 млрд євро. Експорт ЄС до Ірану – це в основному машини та транспорт (54,6%), промислові товари (16,9%) та хімічні продукти (12,1%). У 2011 році Іран посів 7 місце за експортом сирої нафти до Європи, а у звіті Євростату зазначено, що 27 європейських держав імпортували з Ірану товарів на 11,4 мільярда євро за перші дев’ять місяців 2011 року. Є значний простір для зростання, хоча цьому заважає ядерна суперечка. Угода про торгівлю та співробітництво була укладена в 2002 році, але була призупинена з 2005 року через суперечку. Двосторонніх договорів немає, оскільки Іран не є членом СОТ. 23 червня 2016 року Сполучене Королівство проголосувало за вихід з Європейського Союзу, і високопоставлені чиновники Ірану оцінили цей крок як потенційні ворота для розширення торгівлі з Європою.
Європейські санкції не впливають на експорт електроенергії Іраном, що створює лазівку для запасів природного газу Ірану.
На шостому Ірансько-європейському банківському та бізнес-форумі в Тегерані в квітні 2018 року посол Ірану в Німеччині Алі Маджеді оголосив, що Middle East Bank, Saman Bank і Sina Bank планують відкрити філії в німецьких містах для розширення торгових відносин Ірану з Європою.
20 жовтня 2018 року Асоціація німецьких банків заявила, що експорт з Німеччини до Ірану з січня зменшився до 1,8 мільярда євро. У 2019 році Інструмент підтримки торгових обмінів став основним засобом торгівлі між ЄС та Іраном в обхід санкцій США.

### Санкції
На початку 2010-х років відносини між ЄС та Іраном були напруженими через суперечку щодо іранської ядерної програми. Європейський Союз разом із США ввели санкції проти Ірану через суперечки навколо іранської ядерної програми. Ці санкції, які були описані як найсуворіші санкції ЄС, запроваджені європейськими чиновниками проти будь-якої іншої країни, востаннє були посилені 15 жовтня 2012 року Радою ЄС.
23 січня 2012 року Рада Європейського Союзу опублікувала доповідь, у якій знову висловила свою стурбованість зростанням і характером ядерної програми Ірану. У результаті Рада оголосила, що введе ембарго на експорт іранської нафти. Крім того, він заявив, що він також заморозить активи, що належать Центральному банку Ірану, і запобіжить торгівлю дорогоцінними металами та нафтохімічними продуктами в країну та з неї. Це замінює та оновлює попередній Регламент Ради 423/2007, який був опублікований 27 липня 2010 року. Нові санкції встановлюють обмеження на зовнішню торгівлю, фінансові послуги, енергетичні сектори та технології та включають заборону на надання страхування та перестрахування страховиками ЄС державі Іран та іранським компаніям. Відтоді Іран заявив про свої наміри закрити Ормузьку протоку у разі введення ембарго. У той час на Європейський Союз припадало 20% експорту нафти Ірану, причому більшість решти експортувалася в азійські країни, такі як Китай, Японія, Індія та Південна Корея. Поточні нафтові контракти будуть діяти до липня 2012 року.
У відповідь на санкції представник міністерства закордонних справ Ірану Рамін Мехманпараст заявив, що ембарго істотно не вплине на доходи Ірану від нафти. Він також сказав, що «будь-яка країна, яка позбавить себе енергетичного ринку Ірану, незабаром побачить, що її замінили інші».
Крім того, парламент Ірану розглядає закон, який випереджає заборону ЄС, негайно припиняючи поставки до Європи, перш ніж європейські країни зможуть організувати альтернативні поставки.
12 квітня 2021 року Європейський Союз наклав санкції на вісьмох командирів іранських ополченців і співробітників безпеки через порушення прав людини.

### Відключення від SWIFT
17 березня 2012 року, після угоди двома днями раніше між усіма 27 державами-членами Ради Європейського Союзу та наступного рішення Ради, мережа електронних банків SWIFT, світовий центр електронних фінансових операцій, відключила всі іранські банки від своїх міжнародних мережі, яка була визначена як установи, що порушують діючі санкції ЄС, і що інші фінансові установи Ірану можуть бути відключені від її мережі.